# Мангулица
Мангулица (од мађ. mangalica) је раса свиње која је у Мађарској под заштитом државе.
Спада у масни производни тип свиња које карактерише каснозрелост, мала плодност, велики утрошак хране за јединицу прираста, изразита склоност за производњу масти, снажна конституција, али и велика способност прилагођавања на лоше услове смештаја, исхране и држања.

## Историјат
После повлачења Турака са простора Панонске низије, остало је веома мало свиња. Турци, из религијских разлога, нису користили месо ове животиње. Одгајање ове врсте је било препуштено горњим северним деловима Мађарске и Ердељу. И поред тога постоје подаци да су већ 1750. године организовали вашар свиња у Шопрону. Крајем 18. века, северни део мађарске краљевине и Аустрија су имале развијене трговинске односе међу којима се истицала и трговина свињама. Најтраженија у тој размени била је Бакоњска раса, која је веома добро подносила дугачка путовања. Како се трговина ширила тако је трговина свињама стигла и до Хрватске чије су расе постале траженије од бакоњске, зато што су имале више масти а и месо је било бољег укуса.
Ширење трговине свињама је стигло и до Србије, где је главни трговац био Милош Обреновић, који је почео свој трговински извоз да остварује са расама такозване шумадијске свиње. Одавде су трговци свињама из целе краљевине Мађарске куповали и снабдевали се свињама. Забележено је да је кнез Милош поклонио мађарском грофу Јожефу Арчдуку одређени број свиња расе шумадинка. Ова свиња је укрштана на имању Киш Јено са расама као што су бакоњи и салантор што је довело до формирања посебне расе свиња под називом мангулица.
Ова раса свиње, које су Мађари звали Терекфајта (мађ. törökfajta) (што значи турска раса) или Рацфајта (мађ. rátzfajta) (што значи српска раса) је разним путевима долазила до сељака и помешала се са већ постојећим расама које су се прошириле из горње Мађарске и Ердеља. Ове новостворене расе Мађари су звали мангарица (мађ. mangaritza) или мангулица (мађ. mangalitza). За око 25 година ова раса је освојила и допрла у све делове Мађарске краљевине. Бакоњска раса је до 1845. потпуно нестала и Ференц Пете већ 1814. године писао о манголици као о обичној домаћој раси.
Током 1833. године надвојвода Јозеф Карло од Аустрије је основао узгајалиште свиња у месту Кишјене (Kisjenő), где су доношене свиње за узгајање и побољшање расе. Ове расе су имале белу коврџаву длаку, што је била одлика мангулица. Одавде су остала узгајалишта куповали животиње па се побољшана раса још више раширила. Чувено државно свињарско одгајалиште (Mezőhegyesi Állami Ménesbirtokon) је основано 1865. године. Ту је дефинитивно завршено укрштање и модификовање расе која се изузетно прилагодила околини и живљењу на просторима и условима у читавој Панонској низији.
Извештаји о мангулици говоре да је у Ђеру (Győr) и Кебањи (Kőbánya) постојало товилиште и да је годишње само у Кебањском товилишту, између 1870. и 1894. године било у просеку око 600 000 грла.
Крајем 19. и почетком 20. века дошло је до коренитих промена у привреди. Доста шума је уклоњено, ливаде су преоране, што је већ постало опасност за ову расу свиња које су храну налазиле у природи. Појавиле су се нове расе свиња које су биле више прилагођене узгајању у затвореном простору, кочинама-свињцима. Највећи ударац свињогојство је доживело 1895. године, када је услед епидемије, која је трајала 20 година, уништено 4,5 милиона грла од којих је 95% било расе мангулица.
Државно друштво одгајивача мангулица (Mangalica Tenyésztők Országos Egyesülete) је основано 1927. године у циљу одржавања расе и утврђивања главних карактеристика. Карактеристике је уредио Михаљ Рац (Rácz Mihály) и оне су и данас у употреби. Други светски рат је донео нове невоље раси, од тог доба број им је непрестано опадао, тако да 1960. године број грла је пао на 1.000 и ова раса је потпала међу угрожене расе. Прекретница је дошла 1990. године када је поново покренуто Државно друштво одгајивача мангулица и одгајање ове расе се поново одомаћило у региону. Једно од разлога овог успеха је и извоз ове расе. Због изванредног укуса меса, мангулица се извози у Шпанију где се од ње прави позната серано шунка (Jamón Iberico).

## Порекло
По мађарским ауторима мангулица је директни потомак медитеранске дивље свиње (Sus mediterraneus) која је настала пре више од хиљаду година. Поред мангулице њени директни потомци су и иберијска свиња, као и још неке ретке расе свиња као што је (црна сицилијанска, cerdo negro mallorquín, итд). Дакле, мангулица је стара раса свиња настала пре неколико векова као резултат укрштања европских и азијских примитивних раса свиња. Има исто порекло као и остале медитеранске расе настале у исто време, али потиче из региона Балкана где се мање осетио утицај мешања са азијским свињама.

## Варијетети
- Бела мангулица (Szőke mangalica): најбројнија подраса мангулице, подједнако добра за принос масти и меса. Код овог соја боја варира од сиве преко жуте до жућкасто црвенкасте са жућкастим и црвеним дисколорацијама у зависности од начина држања.
- Црвена мангулица (Vörös mangalica): комбинација беле мангулице и коврџаво длаке салонташке, у просеку је тежа од беле мангулице. Боја чекиње варира од тамније до светлије црвеносмеђе боје.
- Ластавичаста мангулица (Fecskehasú mangalica): настала укрштањем беле и црне мангулице, стомак је бео а леђа црна. Рађа у просеку више младих од беле мангулице. Код овог варијетета мангулице на леђима и са страна је црна боја чекиња, а на доњим деловима тела, стомаку, па све до доње вилице је бела до сребрносива. Реп је беле боје а репна реса црне.
- Црна мангулица (Fekete mangalica): најраспрострањенија је била на југу мађарске и у Срему. Настала је укрштањем сремске црне свиње са белом мангулицом. Сматра се изумрлом.
- Дивља мангулица (Vadas mangalica): веома ретка раса, распрострањена је била у планинским пределима и вероватно је резултат парења Дивље свиње и беле мангулице.

Природни телесни отвори, рило, сисе, папци, обрве и трепавице су увек црне боје код свих варијетета мангулице.

## Грађа тела
Мангулица је раса средње величине, чија је глава осредње дужине и ширине, на изглед доста гломазна, обично благо угнутог профила па до скоро равног, снажног рила које је увек пигментисано. Уши су клопаве и увек оборене у правцу њушке. Лице и подваљак су меснати и добро изражени. Врат је доста кратак или средње дужине, обично добро развијен и доста мускулозан. Труп је кратак и доста округласт, нарочито угојених грла, код којих је елипсаст, а то још више појачава у изгледу и сама коврџавост. Гребен је осредње ширине, обично неприметно прелази у леђну линију, која је шаранаста. Груди су најчешће доста широке и дубоке. Леђа, слабине и сапи су осредњих ширина, а сапи су још и оборене, реп ниско насађен, обрастао густом чекињом. Плећке и шунке су средње изражене, понекад са недовољно мускулатуре. Трбух је у већини случајева добро изражен, доста пун и обао, а код грла у одличној кондицији чак и цилиндричан. Ноге се средње дужине, доста танких костију, често меких кичица, што је уз кратак труп једна од мана мангулице. Папци су врло чврсти и пигментирани. Минимални број сиса је 5, нормално развијених, са обе стране. Сисе су, исто као и кожа и папци, пигментисане.
| Пол    | Старост (године) | Висина у гребену (цм) | Телесна тежина (кг) |
| ------ | ---------------- | --------------------- | ------------------- |
| Женски | 1                | 64-67                 | 90-100              |
| Женски | 2                | 72-73                 | 120-140             |
| Женски | 3                | 74-77                 | 140-160             |
| Мушки  | 1                | 65-70                 | 100-120             |
| Мушки  | 2                | 75-80                 | 130-150             |
| Мушки  | 3                | 80-85                 | 150-170             |

Мангулица је типична масна раса свиња. У полуткама има 65-70% масти и око 30-35% меса.